# Daniel Kušan
Daniel Kušan (Zagreb, 25. siječnja 1975.) je hrvatski filmski i televizijski redatelj.

## Životopis
Diplomirao je filmsku i TV režiju na Akademiji dramske umjetnosti u Zagrebu. Od 1998. godine radi kao redatelj na filmu i televiziji. Uglavnom piše scenarije za svoje filmove. Režirao je i pisao i za kazalište, a objavio je i nekoliko kratkih priča u književnim časopisima. 2010. godine snima prvi dugometražni film Koko i duhovi, prema romanu svoga oca Ivana Kušana. Od tada niže uspjehe sa svim nastavcima filmova o junaku Ratku Miliću zvanog Koko. S filmom Ljubav ili smrt, koji se počeo prikazivati u kinima u studenom 2014. godine izaziva veliku pozornost i obara rekorde gledanosti.

## Filmografija

### Filmski redatelj
| Godina | Naslov                      | Bilješke            |
| ------ | --------------------------- | ------------------- |
| 2014.  | Ljubav ili smrt             |                     |
| 2014.  | Zajedno                     | kratka drama        |
| 2011.  | Koko i duhovi               |                     |
| 2000.  | Veliko spremanje            | TV film             |
| 1998.  | Umobolizam i neurologija    | kratki dokumentarni |
| 1997.  | Vrlo tužna i tragična priča | kratki film         |

### Glumac
| Godina | Naslov                       | Uloga             |
| ------ | ---------------------------- | ----------------- |
| 2019.  | Posljednji Srbin u Hrvatskoj | zombi kod ograde  |
| 2017.  | Uzbuna na Zelenom Vrhu       | susjed #1         |
| 2000.  | Crna kronika ili dan žena    | putnik u tramvaju |

### TV redatelj
| Godina        | Naslov                | Bilješke                         |
| ------------- | --------------------- | -------------------------------- |
| 2018.         | Na granici            | Hrvatska TV serija               |
| 2013.         | Zora dubrovačka       | Hrvatska TV serija (27 epizoda)  |
| 2011.         | Pod sretnom zvijezdom | Hrvatska TV serija (39 epizoda)  |
| 2009.         | Dolina sunca          | Hrvatska TV serija               |
| 2009.         | Moja 3 zida           | Hrvatska TV serija (6 epizoda)   |
| 2008.         | Sve će biti dobro     | Hrvatska TV serija               |
| 2007. – 2008. | Zauvijek susjedi      | Hrvatska TV serija (138 epizoda) |
| 2005.         | Bumerang              | Hrvatska TV serija               |

### Ostalo
| 2017. | Luka i prijatelji                 | gost TV emisije - HTV 1   |
| 2015. | Ratovi zvijezda: Najbolji trenuci | gost TV specijala - RTL 2 |

## Zanimljivosti
Daniel Kušan je sin književnika Ivana Kušana i glumice Helene Buljan.

## Vanjske poveznice
- Daniel Kušan u internetskoj bazi filmova IMDb-u (engl.)